# Апам Напат
Апа́м На́пат (санскр. अपांनपात्, IAST: Apām napāt, «сын вод») — в ведийской мифологии божество, связанное с водой и огнём.
В «Ригведе» этому второстепенному божеству посвящён только один гимн (РВ II, 35), но нередко оно фигурирует в гимнах другим богам. Само имя его часто выступает как эпитет Агни, с которым Апам Напат иногда отождествляется или смешивается, и как эпитет Савитара. Апам Напата называют юным, золотым, чистым, ярко сверкающим, он рядится в молнию, выходит из золотого лона; жир золотого цвета это его еда. Одновременно Апам Напат — «сын вод», окружён ими, набирается сил в них, связан с реками, находится на высоком месте; он асура и породил все существа.
Также существует связь между Апам Напатом и Аджа Экападом, Ахи Будхньей и другими персонажами. Кроме того, Апам Напат — божество индо-иранского происхождения, так как имеет соответствие в авестийском языке (божество Апам-Напат).
К имени «Апам Напат» восходит один из вариантов этимологического поиска происхождения слова «нефть».